# Bulbophyllum comosum
Bulbophyllum comosum är en orkidéart som beskrevs av Collett och William Botting Hemsley. Bulbophyllum comosum ingår i släktet Bulbophyllum och familjen orkidéer. Inga underarter finns listade i Catalogue of Life.